# Hemmer
Hemmer er et mellem- og efternavn. Som efternavn er det ret sjældent i Danmark, idet 40 danskere bærer navnet i 2017.

## Kendte personer med navnet
- Eva Hemmer Hansen (1913 – 1983), dansk journalist og forfatter.
- Gerardo Hemmer (1971 – 1995), mexicansk skuespiller.
- Gunnar de Hemmer Hennetved (1907 – 1944), dansk stikker og korrespondent under Besættelsen.
- Hans Ritter von Hemmer (1869 – 1931), tysk general under Første Verdenskrig.
- Jarl (Robert) Hemmer (1893 – 1944), finlandsksvensk forfatter.
- Peter de Hemmer Gudme (1897 – 1944), dansk journalist og modstandsmand.
- Rafael Lozano-Hemmer (født 1967), mexicansk-canadisk elektronisk kunstner.